# Vicenç Furió Galí
Vicenç Furió Galí (Manresa, 6 de enero de 1957) es catedrático de Historia del Arte de la Universidad de Barcelona. 
Su labor docente y sus publicaciones se han centrado en el campo de la sociología del arte y en el ámbito del grabado. De su tesis doctoral deriva el libro Ideas y formas en la representación pictórica (1), y, entre sus aportaciones a la sociología del arte y al tema del reconocimiento artístico, destacan los libros Sociología del arte (2), Arte y reputación (3) y la coordinación de estudios reunidos en Artistas y reconocimiento, que incluye su análisis sobre la diversa valoración de la artista Hilma af Klint (4). 
También ha escrito sobre la obra de destacados historiadores del arte, como Ernst H. Gombrich (5), Francis Haskell (6) y James Elkins (7). Ha comisariado diversas exposiciones, como Escultures famoses. La difusió del gust per l’antiguitat i el col·leccionisme (8), y, especialmente, sobre el mundo del grabado. Sobre este campo ha publicado artículos de investigación (9) y cinco libros con motivo de las muestras organizadas con grabados de su colección: La imagen del artista. Grabados antiguos sobre el mundo del arte (10), El arte del grabado antiguo (11), Rembrandt, genio del grabado (12), Virtuosos del grabado, sobre la estampa manierista (13), y Una Italia de papel, con grabados de Roma y Venecia del siglo XVIII (14).
Como coleccionista, Vicenç Furió ha reunido la Colección Furió de grabados antiguos (15), una selección de estampas de los siglos XVI al XIX que ha sido expuesta en varias ocasiones (Girona, Barcelona, Manresa, Sevilla, Madrid, Terrassa). Tanto los libros como las exposiciones han dado lugar a numerosas reseñas (16), vídeos (17) y entrevistas (18).
En el año 2022 el Museo del Prado adquirió un conjunto de 265 estampas de la colección, las relacionadas con la imagen del artista y el mundo del arte (19).